# Roddy McDowall
Pour les articles homonymes, voir McDowall.
Roddy McDowall, né Roderick Andrew Anthony Jude McDowall, le 17 septembre 1928 à Herne Hill au Royaume-Uni, et mort le 3 octobre 1998 à Studio City, en Californie aux États-Unis, est un acteur, producteur et réalisateur britannique naturalisé américain.

## Biographie
Il est le second enfant et le seul fils d'un père d'origine écossaise, officier dans la marine marchande et d'une mère irlandaise, férue de théâtre et de cinéma. Il fait ses débuts au cinéma en 1938 alors qu'il n'a que dix ans. Dans les années 1940, il commence à se faire remarquer notamment dans Qu'elle était verte ma vallée (1941) et Fidèle Lassie (1943) qui marque les débuts d'Elizabeth Taylor.
Mais il reste surtout connu pour les rôles de Cornelius dans La planète des singes, de Caesar, fils de Cornelius et de Zira, dans les suites cinématographiques et de Galen dans la série du même nom. Il dut cependant refuser le rôle de Cornelius dans Le Secret de la planète des singes car il était pris sur un autre film (le rôle échut provisoirement à David Watson).
Il est également apparu dans d'autres productions à succès telles que Le Jour le plus long (1962), Cléopâtre (1963), L'Aventure du Poséidon (1972) ou encore dans Meurtre au soleil (1982). Il a aussi joué à la télévision, dans bon nombre de séries comme Les envahisseurs, Batman (dans laquelle il joue Le Rat de bibliothèque, Columbo et Code Quantum.
Il meurt d'un cancer du poumon à 70 ans. Conformément à ses dernières volontés, ses cendres ont été dispersées en mer.

## Filmographie

### comme acteur

#### Au cinéma

##### Années 1930
- 1938 : Comme sur des roulettes (I see Ice!) d'Anthony Kimmins : le garçon dans le train (non crédité au générique)
- 1938 : Murder in the Family d'Albert Parker : Peter Osborne
- 1938 : John Halifax de George King : un garçon (non crédité au générique)
- 1938 : Convict 99 de Marcel Varnel : Jimmy (non crédité au générique)
- 1938 : Scruffy de Randall Faye : un garçon (non crédité au générique)
- 1938 : Yellow Sands de Herbert Brenon : un garçon (non crédité au générique)
- 1938 : Hey! Hey! U.S.A! de Marcel Varnel : le garnement sur le quai (non crédité au générique)
- 1938 : Story of the Inimitable Sarah Siddons : un garçon (non crédité au générique)
- 1939 : Le Triomphe de l'amour (The Outsider) de Paul L. Stein : un garçon (non crédité au générique)
- 1939 : Poison Pen de Paul L. Stein : l'enfant de chœur
- 1939 : Murder Will Out de Roy William Neill

##### Années 1940
- 1940 : His Brother's Keeper de Roy William Neill : un garçon (non crédité au générique)
- 1940 : Dead Man's Shoes de Thomas Bentley : le garçon
- 1940 : Just William de Graham Cutts : Ginger
- 1940 : Saloon Bar de Walter Forde : un garçon (non crédité au générique)
- 1941 : You Will Remember de Jack Raymond : Bob Slater enfant
- 1941 : Chasse à l'homme (Man Hunt) de Fritz Lang : Vaner
- 1941 : This England de David MacDonald : Hugo, l'enfant normand
- 1941 : Qu'elle était verte ma vallée (How Green Was My Valley) de John Ford : Huw Morgan
- 1941 : Confirm or Deny d'Archie Mayo : Albert Perkins
- 1942 : Le Chevalier de la vengeance (Son of Fury) de John Cromwell : Benjamin Blake enfant
- 1942 : On the Sunny Side d'Harold D. Schuster : Hugh Aylesworth
- 1942 : The Pied Piper d'Irving Pichel : Ronnie Cavanaugh
- 1943 : Mon amie Flicka (My Friend Flicka) d'Harold D. Schuster : Ken McLaughlin
- 1943 : Fidèle Lassie (Lassie Come Home) de Fred M. Wilcox : Joe Carraclough
- 1944 : Les Blanches falaises de Douvres (The White Cliffs of Dover) de Clarence Brown : John Ashwood enfant
- 1944 : Les Clés du royaume (The Keys of the Kingdom) de John M. Stahl : Francis Chisholm enfant
- 1945 : Jupiter (Thunderhead, son of Flicka) de Louis King : Ken McLaughlin
- 1945 : Molly and Me de Lewis Seiler : Jimmy Graham
- 1946 : Féerie à Mexico (Holiday in Mexico) de George Sidney : Stanley Owen
- 1948 : Rocky de Phil Karlson : Chris Hammond
- 1948 : Macbeth d'Orson Welles : Malcolm
- 1948 : Captif en mer (Kidnapped) de William Beaudine : David Balfour
- 1949 : Tuna Clipper de William Beaudine : Alec MacLennan
- 1949 : Black Midnight de Budd Boetticher : Scott Jordan

##### Années 1950
- 1950 : Les Requins du Pacifique (Killer Shark) de Oscar Boetticher : Ted White
- 1950 : Everybody's Dancin' de Will Jason (en) : dans son propre rôle (caméo)
- 1950 : Big Timber de Jean Yarbrough : Jimmy
- 1952 : The Steel Fist de Wesley Barry : Eric Kardin

##### Années 1960
- 1960 : Les Rats de caves (The Subterraneans) de Ranald MacDougall : Yuri Gligoric
- 1960 : Piège à minuit (Midnight Lace) de David Miller : Malcolm
- 1962 : Le Jour le plus long (The Longest Day) de Ken Annakin, Andrew Marton, Bernhard Wicki, Gerd Oswald et Darryl F. Zanuck (non crédité) : le soldat Morris
- 1963 : Cléopâtre (Cleopatra) de Joseph L. Mankiewicz : César Auguste (Octavien)
- 1964 : La Mission de Mister Manning (Shock Treatment) de Denis Sanders : Martin Ashley
- 1965 : La Plus Grande Histoire jamais contée (The Greatest Story Ever Told) de George Stevens, David Lean et Jean Negulesco : Matthieu
- 1965 : Le Témoin du troisième jour (The Third Day) de Jack Smight : Oliver Parsons
- 1965 : Le Cher Disparu (The Loved One) de Tony Richardson : D.J. Jr.
- 1965 : L'Espion aux pattes de velours (That Darn Cat!) de Robert Stevenson : Gregory Benson
- 1965 : Inside Daisy Clover de Robert Mulligan : Walter Baines
- 1966 : Lord Love a Duck de George Axelrod : Alan « Mollymauk » Musgrave
- 1966 : L'Espion de Raoul Lévy : l'agent Adams
- 1966 : It! (en) de Herbert J. Leder : Arthur Pimm
- 1967 : L'Honorable Griffin (The Adventures of Bullwhip Griffin) de James Neilson : Eric « Bullwhip » Griffin
- 1967 : The Cool Ones (en) de Gene Nelson : Tony Krum
- 1968 : La Planète des singes (Planet of the Apes) de Franklin J. Schaffner : Cornelius
- 1968 : Cinq cartes à abattre (5 Card Stud) de Henry Hathaway : Nick Evers
- 1969 : Une combine en or (Midas Run) d'Alf Kjellin : Wister
- 1969 : Hello Down There de Jack Arnold : Nate Ashbury
- 1969 : Angel, Angel, Down We Go (en) de Robert Thom : Santoro

##### Années 1970
- 1971 : Si tu crois fillette... (Pretty Maids All in a Row) de Roger Vadim : Monsieur Proffer
- 1971 : Les Évadés de la planète des singes (Escape from the Planet of the Apes) de Don Taylor : Cornelius
- 1971 : L'Apprentie sorcière (Bedknobs and Broomsticks) de Robert Stevenson : Monsieur Jelk
- 1972 : La Conquête de la planète des singes (Conquest of the Planet of the Apes) de J. Lee Thompson : César
- 1972 : L'Aventure du Poseidon (The Poseidon Adventure) de Ronald Neame : Alan, le serveur du bar du paquebot (Acres dans la version originale)
- 1972 : Juge et Hors-la-loi (The Life and Times of Judge Roy Bean) de John Huston : Frank Gass
- 1973 : La Bataille de la planète des singes (Battle for the Planet of the Apes) de J. Lee Thompson : César
- 1973 : La Maison des damnés (The Legend of Hell House) de John Hough : Benjamin Franklin Fischer
- 1973 : Arnold de Georg Fenady : Robert
- 1974 : Larry le dingue, Mary la garce (Dirty Mary Crazy Larry) de John Hough : George Stanton (non-crédité au générique)
- 1975 : Funny Lady de Herbert Ross : Bobby Moore
- 1976 : Mean Johnny Barrows (en) : Tony Da Vinci
- 1976 : Embryo : Frank Riley
- 1977 : Sixth and Main (en) : Skateboard
- 1978 : Laserblast : Doctor Mellon
- 1978 : Rabbit Test : Dr. D & C Fishbine
- 1978 : Le Chat qui vient de l'espace (The Cat from Outer Space) de Norman Tokar : Mr. Stallwood
- 1978 : Le Cercle de fer (Circle of Iron) : White Robe
- 1979 : Nutcracker Fantasy de Takeo Nakamura : Franz Fritz
- 1979 : Le Trou noir (The Black Hole) de Gary Nelson : V.I.N.CENT. (Vital Information Necessary CENTralized) (voix)
- 1979 : Scavenger Hunt de Michael Schultz : Jenkins the butler

##### Années 1980
- 1981 : Charlie Chan and the Curse of the Dragon Queen de Clive Donner : Gillespie
- 1982 : Meurtre au soleil (Evil Under the Sun) de Guy Hamilton : Rex Brewster
- 1982 : Class 1984 (Class of 1984) de Mark L. Lester : Terry Corrigan
- 1985 : Zoo Ship (voix)
- 1985 : Vampire, vous avez dit vampire? (Fright Night) de Tom Holland : Peter Vincent
- 1986 : GoBots: War of the Rock Lords : Nuggit (voix)
- 1987 : Froid comme la mort (Dead of Winter) : Mr. Murray
- 1987 : Un couple à la mer (Overboard) de Garry Marshall : Andrew
- 1988 : Doin' Time on Planet Earth : Minister
- 1988 : Vampire... vous avez dit vampire? II (Fright Night Part 2) de Tommy Lee Wallace : Peter Vincent
- 1989 : Heroes Stand Alone
- 1989 : Cutting Class : Mr. Dante
- 1989 : The Big Picture : Judge

##### Années 1990
- 1990 : Going Under : Secretary Neighbor
- 1990 : Carmilla : Inspector Amos
- 1990 : Shakma : Sorenson
- 1992 : Los Gusanos no llevan bufanda : Ernest Peabody
- 1992 : À chacun sa loi (en) (Double Trouble) de John Paragon : Phillip Chamberlin
- 1993 : The Evil Inside : Pauly
- 1993 : Angel 4: Undercover : Geoffrey Kagen
- 1994 : The Color of Evening : Henry Seaton
- 1994 : Mirror, Mirror 2: Raven Dance : Dr. Lasky
- 1995 : Star Hunter (vidéo) : Riecher
- 1995 : The Grass Harp (en) : Amos Legrand
- 1995 : Last Summer in the Hamptons (en) : Thomas
- 1996 : Le Dernier Anniversaire (It's My Party) de Randal Kleiser : Damian Knowles
- 1997 : Les Nouvelles aventures de Mowgli (en) (The Second Jungle Book: Mowgli & Baloo) : King Murphy
- 1998 : When It Clicks
- 1998 : Something to Believe In (en) : Gambler
- 1998 : 1 001 Pattes (A Bug's Life) de John Lasseter et Andrew Stanton : Mr. Soil (voix)

#### À la télévision

##### Années 1950
- 1951 : Family Theatre (anthologie), saison 1, épisode Hill Number One: A Story of Faith and Inspiration : le soldat Huntington
- 1951 : Robert Montgomery Presents (anthologie), saison 2, épisode When We Are Married : Gerald Forbes
- 1951 : Celanese Theatre (anthologie), saison 1, épisode 1 Ah, Wilderness! : Richard Miller
- 1951 : Lux Video Theatre (en) (anthologie), saison 2, épisode 17 The Blues Street : Pete
- 1952 : Lux Video Theatre (en) (anthologie), saison 2, épisode 36 Salad Days : Bellamy Partridge
- 1952 : Broadway Television Theatre (anthologie), saison 2, épisode 5 It Pays to Advertise : Rodney Martin
- 1954 : Armstrong Circle Theatre (anthologie), saison 4, épisode 31 My Client, McDuff : Tim McDuff
- 1954 : General Motors Presents (anthologie), saison 2, épisode 29 Bruno and Sydney : Bruno
- 1954 : Robert Montgomery Presents (anthologie), saison 5, épisodes 42 et 43 Great Expectations, parts 1 and 2 : Philip Pirrip, dit Pip
- 1954 : Kraft Television Theatre (anthologie), saison 8, épisode 4 The Shop at Sly Corner : Archie Fellowes
- 1954 : Kraft Television Theatre (anthologie), saison 8, épisode 9 Emma : Monsieur Elton
- 1954 : The Elgin Hour (anthologie), saison unique, épisode 6 Yesterday's Magic : Jamie
- 1956 : The Good Fairy (téléfilm) de George Schaefer : le serveur
- 1956 : General Electric Theater (anthologie), saison 4, épisode 35 O'Hoolihan and the Leprechaun : le leprechaun
- 1956 : The Kaiser Aluminum Hour (anthologie), saison unique, épisode 12 Gwyneth : Clifford Howell
- 1956 : Lux Video Theatre (en) (anthologie), saison 7, épisode 14 Michael and Marty : David
- 1957 : Kraft Television Theatre (anthologie), saison 10, épisode 31 A Night of Rain : le jeune amant
- 1957 : Goodyear Television Playhouse (en) (anthologie), saison 6, épisode 11 The Treasure Hunters
- 1957 : Matinee Theater (anthologie), saison 2, épisode 176 Rain in the Morning
- 1957 : The Alcoa Hour (anthologie), saison 2, épisode 22 He's for Me : Max
- 1958 : Suspicion (anthologie), saison unique, épisode 29 La Femme aux cheveux roux (The Woman with Red Hair)
- 1958 : Kraft Television Theatre (anthologie), saison 11, épisode 34 The Last of the Belles : Andy McKenna
- 1958 : Matinee Theater (anthologie), saison 3, épisode 159 Washington Square
- 1958 : Suspicion (anthologie), saison unique, épisode 40 L'Imposteur (The Impostor)
- 1958 : Playhouse 90 (anthologie), saison 3, épisode 7 Heart of Darkness : Charles Marlow
- 1959 : The United States Steel Hour (en) (anthologie), saison 6, épisode 14 Night of Betrayal : Michel
- 1959 : La Quatrième Dimension (The Twilight Zone) (anthologie) de Rod Serling, saison 1, épisode 25 Tous les gens sont partout semblables (People Are Alike All Over) : Sam Conrad

##### Années 1960
- 1960 : The Tempest (téléfilm) de George Schaefer : Ariel
- 1960 : Our American Heritage (anthologie), saison 2, épisode 1 Not Without Honor : Philip Hamilton
- 1961 : The Power and the Glory (téléfilm) de Marc Daniels : le métis
- 1961 : Naked City (série télévisée) de Stirling Silliphant, saison 2, épisode 20 The Fault in our Stars : Donnie Benton
- 1961 : The Play of the Week (anthologie), saison 2, épisode 29 In a Garden : Adrian Terry
- 1963 : Arrest and Trial (en) (série télévisée), saison unique, épisode 12 Journey into Darkness : Paul LeDoux
- 1964 : The Eleventh Hour (série télévisée), saison 2, épisode 20 The Only Remaining Copy Is in the British Museum : Stanton Maynard / Alec Harnes
- 1964 : Bob Hope Presents the Chrysler Theatre (anthologie), saison 1, épisode 16 Wake Up, Darling : Deerfield Prescott
- 1964 : Alfred Hitchcock présente (Alfred Hitchcock Presents) (anthologie), saison 9, épisode 15 Night Caller : Gerald Musgrove
- 1964 : Alfred Hitchcock présente (Alfred Hitchcock Presents) (anthologie), saison 10, épisode 5 See the Monkey Dance : George
- 1964 : Bob Hope Presents the Chrysler Theatre (anthologie), saison 2, épisode 8 Mr. Biddle's Crime Wave : Arthur Biddle
- 1964 : Combat ! (série télévisée) de Robert Altman et Robert Pirosh, saison 2, épisode 13 The Long Walk : Murfree
- 1964 : Haute Tension (Kraft Suspense Theatre) (anthologie), saison 2, épisode 11 The Wine-Dark Sea : Robert Benson
- 1965 : Ben Casey (série télévisée) de James Moser, saison 4, épisode 19 When I Am Grown to Man's Estate : Dwight Franklin
- 1966 : 12 O'Clock High (série télévisée) de Sy Bartlett et Beirne Lay Jr., saison 2, épisode 24 Angel Babe : le sergent Billy Willets
- 1966 : Match contre la vie (Run For Your Life) (série télévisée) de Roy Huggins, saison 1, épisode 25 Don't Count on Tomorrow : Gyula Bognar
- 1966 : Batman (série télévisée) de William Dozier, saison 1, épisode 29 Le Rat de bibliothèque (The Bookworm Turns) : le Rat de Bibliothèque
- 1966 : Batman (série télévisée) de William Dozier, saison 1, épisode 30 Pour qui sonne le Rat (While Gotham City Burns) : le Rat de Bibliothèque
- 1966 : Bob Hope Presents the Chrysler Theatre (anthologie), saison 4, épisode 10 The Fatal Mistake : Harry Carlin
- 1967 : Les Envahisseurs (The Invaders) (série télévisée) de Joseph Sargent, saison 1, épisode 2 L'Expérience (The Experiment) : Lloyd Lindstrom
- 1967 : Saint Joan (téléfilm) de George Schaefer : le dauphin Charles
- 1967 : Cricket on the Hearth (téléfilm d'animation) de Jules Bass et Arthur Rankin Jr. : Crocket le criquet (voix)
- 1968 : The Legend of Robin Hood (série télévisée) : Prince John
- 1969 : L'Envers du tableau (Night Gallery) (TV) : Jeremy Evans

##### Années 1970
- 1971 : Panique en plein ciel (Terror in the Sky) (téléfilm) de Bernard L. Kowalski : le docteur Ralph Baird
- 1971 : A Taste of Evil (téléfilm) de John Llewellyn Moxey : le docteur Michael Lomas
- 1971 : What a Nice Girl Like You...? (téléfilm) de Jerry Paris : Albert Soames
- 1972 : Columbo : Accident (Short Fuse) (série télévisée) d'Edward M. Abroms : Roger Stanford
- 1973 : Topper Returns (téléfilm) d'Hy Averback : Cosmo Topper Jr.
- 1973 : Miracle on 34th Street (téléfilm) de Fielder Cook : le docteur Henry Sawyer
- 1974 : Black Day for Bluebeard (TV) : Lionel Standish
- 1974 : La Planète des singes (Planet of the Apes) (série télévisée) 14 épisodes : Galen
- 1975 : The White Seal (TV) : Narrateur
- 1976 : Déluge sur la ville (Flood!) (téléfilm) d'Earl Bellamy : Monsieur Franklin
- 1977 : Mowgli's Brothers (TV) : Narrateur / Mowgli (voix)
- 1977 : The Rhinemann Exchange (feuilleton TV) : Bobby Ballard
- 1977 : Le Voyage extraordinaire (série télévisée) : Dr Jonathan Willoway
- 1978 : The Immigrants (téléfilm) d'Alan J. Levi : Mark Levy
- 1978 : Le Voleur de Bagdad (The Thief of Baghdad) (téléfilm) de Clive Donner : Hassan
- 1979 : La croisière s'amuse : Fred Beery (Saison 2 Épisode 17)
- 1979 : Pour l'amour du risque (série télévisée) : Dr Peterson (épisode pilote)

##### Années 1980
- 1980 : The Return of the King (téléfilm d'animation) de Jules Bass et Arthur Rankin Jr. : Samsagace Gamegie (voix)
- 1980 : Les Diamants de l'oubli (The Memory of Eva Ryker) (téléfilm) de Walter Grauman : MacFarland
- 1980 : The Martian Chronicles (feuilleton TV) : Father Stone
- 1981 : Un Visage qui vaut de l'or (The Million Dollars Face) (téléfilm) de Michael O'Herlihy : Derek Kenyon
- 1981 : Judgment Day (téléfilm) d'Alan J. Levi : Monsieur Heller
- 1982 : Jack Cutter (Tales of the Gold Monkey) (série télévisée) : Bon Chance Louis
- 1982 : Mae West (téléfilm) de Lee Philips : Rene Valentine
- 1983 : Mystère et bas nylon (This Girl for Hire) (téléfilm) de Jerry Jameson : Manfred Hayes
- 1984 : Les Folles aventures de Robin des Bois (The Zany Adventures of Robin Hood) (téléfilm) de Ray Austin : le prince Jean
- 1984 : London and Davis in New York (téléfilm) de Robert Day : Paul Fisk
- 1985 : Les Dessous d'Hollywood (Hollywood Wives) (feuilleton TV) : Jason Swandle
- 1985 : Alice au pays des merveilles (Alice in Wonderland) (série télévisée) : Le Lièvre de Mars
- 1986 : Bridges to Cross (série télévisée) : Norman Parks (1986)
- 1987 : The Wind in the Willows (téléfilm d'animation) de Jules Bass et Arthur Rankin Jr. : Rat (voix)
- 1988 : Remo Williams: The Prophecy (téléfilm) de Christian I. Nyby II : Chiun
- 1989 : Arabesque (série télévisée) (Saison 5, épisode 13 : Diables et magie noire) : Gordon Fairchild
- 1989 : Nightmare Classics (TV)
- 1989 : Le Tour du monde en 80 jours (Around the World in 80 Days) (feuilleton TV) : McBaines

##### Années 1990
- 1991 : Le Paradis d'Angela (Earth Angel) (téléfilm) de Joe Napolitano : Monsieur Tatum
- 1991 : Le Tourbillon noir (Pirates of Darkwater) (série télévisée) : Niddler (I) (voix)
- 1991 : Le Masque de la vengeance (Deadly Game) (téléfilm) de Thomas J. Wright : le docteur Aaron
- 1991 : Une femme indésirable (An Inconvénient Woman) (TV) : Cyril Rathbone
- 1992 : Les Routes de la liberté (The Sands of Time) (téléfilm) de Gary Nelson : Alan Tucker
- 1992 : Code Quantum (TV) : Edward St. John V
- 1994 : Heads (téléfilm) de Paul Shapiro : Fibris Drake
- 1994 : Pour l'amour du risque: Une curieuse petite ville (Hart to Hart: Home Is Where the Hart Is) (téléfilm) de Peter Roger Hunt : Jeremy Sennet (téléfilm prolongeant la série télévisée Pour l'amour du risque)
- 1994 : Red Planet (feuilleton TV) : Headmaster Marcus Howe (voix)
- 1995 : The Alien Within (téléfilm) de Scott P. Levy : le docteur Henry Lazarus
- 1996 : Dead Man's Island (téléfilm) de Peter Roger Hunt : Trevor Dunnaway
- 1996 : Unlikely Angel (téléfilm) de Michael Switzer : Saint Pierre
- 1997 : Barbara Stanwyck: Straight Down the Line (TV)
- 1998 : Face au mensonge (Loss of Faith) (téléfilm) d'Allan A. Goldstein : Henry Stokes

### comme producteur
- 1948 : Rocly
- 1948 : Captif en mer
- 1949 : Tuna Clipper
- 1949 : Black Midnight
- 1950 : Les Requins du Pacifique (Killer Shark) de Oscar Boetticher
- 1950 : Big Timber
- 1987 : Un couple à la mer (Overboard) de Garry Marshall

### comme réalisateur
- 1970 : Tam Lin (The Ballad Of Tam Lin)

## Distinctions

### Récompenses
- National Board of Review Awards 1941 : Meilleur acteur pour Qu'elle était verte ma vallée
- Saturn Awards 1986 : Meilleur acteur dans un second rôle pour Vampire, vous avez dit vampire?

### Nominations
- Golden Globes 1964 : Meilleur acteur pour Cléopâtre

## Voix françaises
| - Jean-Pierre Leroux dans : - L'Aventure du Poséidon - Les Diamants de l'oubli (téléfilm) - Class of 1984 - Vampire, vous avez dit vampire ? - Les Dessous d'Hollywood (mini-série) - Vampire, vous avez dit vampire ? 2 - Code Quantum (série télévisée) - Serge Lhorca dans : - La Planète des singes - Les Évadés de la planète des singes - Les Envahisseurs : L'Expérience (série télévisée) - La Bataille de la planète des singes - La Planète des singes (série télévisée) - Dominique Paturel dans : - L'Honorable Griffin - Le Voleur de Bagdad (téléfilm) - Roger Crouzet dans : - La Maison des damnés - Larry le dingue, Mary la garce (caméo) - Jacques Ciron dans : - Meurtre au soleil - Gargoyles (série d'animation - 2e voix) | et aussi - Serge Emrich dans Qu'elle était verte ma vallée (Doublé en 1946) - Bernard Gilles dans Fidèle Lassie (Doublé en 1950) - Michel François dans Piège à minuit - Jean-Louis Jemma dans Cléopâtre - Marc de Georgi dans La Plus Grande Histoire jamais contée - Hubert Noël dans Le Cher Disparu - Jacques Thébault dans Le Témoin du troisième jour - Daniel Crouet dans L'Espion aux pattes de velours - Bernard Murat dans Cinq cartes à abattre - Georges Poujouly dans Columbo : Accident (téléfilm) - Philippe Ogouz dans La Conquête de la planète des singes - Michel Roux dans Juge et Hors-la-loi - Francis Lax dans Déluge sur la ville (téléfilm) - Jean Roche dans Embryo - René Bériard dans Le Cercle de fer - Bernard Tiphaine dans Le Chat qui vient de l'espace - Claude Nicot dans Buck Rogers (série télévisée) - Pierre Trabaud dans Le Trou noir - Michel Paulin dans Arabesque (série télévisée) - Gilles Guillot dans Un couple à la mer - Philippe Mareuil dans Le Tour du monde en quatre-vingts jours (mini-série) - Philippe Dumat dans Le Paradis d'Angela (téléfilm) - Henri Courseaux dans 1 001 Pattes (voix) - Éric Legrand dans L'Apprentie sorcière (2e doublage) |